# Conus asiaticus lovellreevei
Conus asiaticus lovellreevei is een ondersoort van de zeeslakkensoort Conus asiaticus, uit het geslacht Conus. De slak behoort tot de familie Conidae. Conus asiaticus lovellreevei werd in 1993 beschreven door G. Raybaudi Massilia. Net zoals alle soorten binnen het geslacht Conus zijn deze slakken roofzuchtig en giftig. Zij bezitten een harpoenachtige structuur waarmee ze hun prooi kunnen steken en verlammen.